# Volker Schimpff
Volker Schimpff (* 16. Oktober 1954 in Ballenstedt) ist ein deutscher Museologe, Historiker und Politiker (CDU). Er war von 1990 bis 2004 und erneut von 2008 bis 2009 Mitglied des Sächsischen Landtags.

## Ausbildung und Beruf
Volker Schimpff wurde als Sohn eines Deutsch- und Geschichtslehrers und einer Buchhändlerin geboren. Er studierte Museologie in Leipzig, Ur- und Frühgeschichte an der Martin-Luther-Universität Halle-Wittenberg, war Museumsmitarbeiter in Quedlinburg, Zeitz, Weimar und Gera sowie Fachschullehrer für Museologie in Leipzig. Er ist Herausgeber der Lindenauer Beiträge zu Politik, Recht und Geschichte und Mitherausgeber der Zeitschrift für Museologie und museale Quellenkunde CURIOSITAS.

## Politik
Schimpff war von 1990 bis 2004 als direkt gewählter Abgeordneter des Plattenbaugebietes Leipzig-Grünau Mitglied des Sächsischen Landtages und Vorsitzender des Verfassungs- und Rechtsausschusses. Von 1991 bis 1997 war er stellvertretender Landesvorsitzender der CDU Sachsen. 1997 bis 2004 war er europapolitischer Sprecher der CDU-Fraktion des Landtages und Stellvertretendes Mitglied des Ausschusses der Regionen der Europäischen Union. 2004 legte er aus Gesundheitsgründen alle politischen Ämter nieder und verzichtete auf den Wahlkreis Leipzig-Grünau, der bei den Landtagswahlen 2004 und 2009 von dem 1990, 1994 und 1999 Schimpff unterlegenen PDS-Kreisvorsitzenden Dietmar Pellmann gewonnen wurde. Im August 2008 zog Schimpff als Nachrücker für Helma Orosz erneut in den Landtag ein, bei der Landtagswahl 2009 kandidierte er nicht und schied folglich im September 2009 aus dem Landtag aus.
Schimpff war stellvertretender Vorsitzender der CDU Leipzig, war Landesvorsitzender der OMV-Ost- und Mitteldeutsche Vereinigung der CDU Sachsen und ist Beisitzer im Bundesvorstand der Paneuropa-Union Deutschland.

## Ehrungen und Auszeichnungen
- 1992: Ehrenmitglied der Jungen Union
- 1999: Professor h. c. der Rechtswissenschaftlichen Fakultät der Universität Bihać, Bosnien und Herzegowina
- 2000: Orden des Kroatischen Flechtwerks
- 2004: Orden Maarjamaa Rist (Kreuz des Marienlandes V. Klasse) der Republik Estland für seinen Einsatz für die Unabhängigkeit und den EU-Beitritt Estlands
- 2005: Medaille für besondere Verdienste um Bayern in einem Vereinten Europa des Freistaates Bayern
- 2007: Bundesverdienstkreuz für sein Engagement für Kriegsopfer auf dem Balkan (Hilfswerk „Sachsen hilft Kroatien“)

## Kontroversen
Vertreter von SPD und Die Linke protestierten gegen die Verleihung des Bundesverdienstkreuzes. Die Kritik bezieht sich beispielsweise auf eine Landtagsdebatte im Jahr 2000, in der er – als Vorsitzender des Verfassungs- und Rechtsausschusses – zur Unterstützung eines Beschlusses der Justizministerkonferenz über die Überstellung verurteilter Straftäter in ihr Heimatland erläutert hatte, sein Mitleid hielte sich in Grenzen, wenn ein Verbrecher in seinem Heimatland „bei der Arbeit Ketten an den Füßen hätte“ oder für Disziplinverstöße „die in Afrika und Asien vorgesehenen Peitschenhiebe kriegte“.
Später geriet Schimpff nach dem Tod des Kärntner Landeshauptmanns (Ministerpräsidenten) Jörg Haider in die Kritik, den er in einem Nachruf als „vielleicht hervorstechendsten Politiker deutscher Zunge“ bezeichnete. Seine Fraktionskollegen machten daraufhin den ihm beim Wiedereinzug in das Parlament erteilten „Maulkorb“ öffentlich.
Erneutes Aufsehen erregte Schimpff während der Haushaltsdebatte im Sächsischen Landtag am 10. Dezember 2008, als er auf eine längere Folge von Redebeiträgen der LINKEN über die Zulässigkeit der Beschlussfassung über das Haushaltsbegleitgesetz antworten wollte und ihn Steffen Flath, der Vorsitzenden seiner eigenen, der CDU-Fraktion, mit Hinweis auf den „Maulkorb“ vom Mikrofon verwies.

## Veröffentlichungen
- Mitherausgeber: Lehren – Sammeln – Publizieren. Dem Hochschullehrer, Museumsmann und Verleger Hans-Jürgen Beier zum 60. Geburtstag von Freunden und Kollegen gewidmet. Leipziger Universitätsverlag, Leipzig 2016, ISBN 978-3-86583-980-0.
- Hrsg.: Historia in Museo: Festschrift für Frank-Dietrich Jacob. Verlag Beier und Beran, Langenweißbach 2004, ISBN 978-3-930036-94-3.
- Dem Gemeinwohl in unserem Freistaat Sachsen verpflichtet. Wortmeldungen aus den Jahren 1990-2000 im Sächsischen Landtag. Atwerb-Verlag, Grünwald 2002, ISBN 978-3-928561-60-0.
- mit Jürgen Rühmann (Hrsg.): Die Protokolle des Verfassungs- und Rechtsausschusses zur Entstehung der Verfassung des Freistaates Sachsen. NDV, Rheinbreitbach 1997, ISBN 978-3-87576-384-3.